# Soirée du Fouquet's du 6 mai 2007
La soirée du Fouquet's du 6 mai 2007  est une réception organisée au Fouquet's, à Paris, pour célébrer l'élection de Nicolas Sarkozy à la présidence de la République le soir de l'élection présidentielle française de 2007. 
Cette soirée privée, érigée par ses détracteurs en symbole de l'aspect « bling-bling » parfois reproché à Nicolas Sarkozy, a fait l'objet de nombreuses critiques au sein des médias et de l'opposition, la liste des invités faisant une large place à des personnalités a priori extérieures à la politique mais possédant une certaine influence médiatique ou économique.  Ces invités ont parfois été désignés par l'expression « la bande du Fouquet's », et accusés officieusement de conflit d'intérêts par les opposants à la politique de Nicolas Sarkozy,,,.

## Liste des invités
Furent invitées les personnes suivantes (certaines personnes peuvent apparaître dans plusieurs catégories) :

### Personnalités liées aux grandes entreprises
- Mathilde Agostinelli, responsable de la communication de Prada-France et épouse de Robert Agostinelli
- Robert Agostinelli, fondateur du fonds d’investissement Rhône Capital, membre du Council on Foreign Office et de Friends of Israel Initiative (en)
- Bernard Arnault, président de LVMH, numéro un du luxe français, première fortune de France
- Nicolas Bazire, secrétaire général de LVMH
- Antoine Bernheim, banquier d’affaires, président de la compagnie d’assurances Generali
- Vincent Bolloré, PDG d’Havas, sixième groupe de communication mondial
- Martin Bouygues, PDG de Bouygues, premier actionnaire de TF1
- Conrada de La Brosse, dirigeante de la maison de l’Esprit de Château
- François de La Brosse, publicitaire
- Agnès Cromback, présidente de Tiffany France
- Bruno Cromback, joaillier, PDG d’Augis 1880
- Jean-Claude Darmon, ex-président de Sportfive, ancien grand argentier du football français
- Serge Dassault, PDG de Dassault et du journal Le Figaro, sénateur UMP
- Jean-Claude Decaux, PDG de JCDecaux, leader mondial de mobilier urbain
- Paul Desmarais Sr, milliardaire canadien, PDG de Power Corporation, actionnaire de plusieurs groupes français
- Dominique Desseigne, PDG du groupe d'hôtels et de casinos Lucien Barrière (dont fait partie le Fouquet's)
- Patrick Kron, PDG d’Alstom
- Alain Minc, président d’AM Conseil, conseil de grands dirigeants
- François Pinault, homme d'affaires et collectionneur, 77e fortune mondiale en 2010.
- Henri Proglio, PDG de Veolia, ex-Compagnie générale des eaux
- François Sarkozy, frère du président, vice-président du conseil de surveillance du groupe Bio-Alliance Pharma
- Guillaume Sarkozy, frère du président, ancien vice-président du Medef
- Xavier de Sarrau, ancien associé et responsable mondial de l'organisation des services de gestion de la société Andersen, conseiller juridique
- Albert Frère, seconde fortune de Belgique

### Personnalités liées aux médias et au monde du spectacle
- Arthur, producteur et animateur de télévision
- Nicolas Baverez, essayiste, chroniqueur au Point
- Nicolas Beytout, directeur de la rédaction du Figaro
- Stéphane Courbit, ex-président d’Endemol France
- Marie-Anne Chazel, actrice
- Christian Clavier, acteur
- Hugues Gall, président de l’Institut pour le financement du cinéma et des industries culturelles
- Pierre Giacometti, directeur général d’Ipsos France
- Johnny Hallyday, chanteur
- Jean Reno, acteur
- Philippe Warrin, unique photographe présent, agence Sipa Press

### Personnalités politiques
- Patrick Balkany, député-maire de Levallois-Perret
- Isabelle Balkany, premier adjoint de son mari, vice-présidente du conseil général des Hauts-de-Seine
- Rachida Dati, future ministre de la Justice
- François Fillon, futur Premier ministre
- Henri Guaino, conseiller spécial et « plume » du Président
- Claude Guéant, préfet, futur secrétaire général de l’Élysée et futur ministre de l'Intérieur
- Roger Karoutchi, futur secrétaire d’État
- David Martinon, futur porte-parole de l’Élysée
- Jean-Pierre Raffarin, ancien Premier ministre

### Autres
- Christine Albanel, ex-directrice du château de Versailles, future ministre de la Culture
- Basile Boli, ancien footballeur de l’Olympique de Marseille
- Zofia Borucka (ca), top model, femme de Jean Reno
- Denis Charvet, ex-rugbyman du Racing, actionnaire de casinos
- Bernard Fixot, éditeur
- Valérie-Anne Giscard d'Estaing, éditrice, fille de Valéry Giscard d'Estaing et épouse de Bernard Fixot
- Pascal Gentil, triple vainqueur de la coupe du monde de taekwondo
- Laeticia Hallyday, épouse de Johnny Hallyday
- Bernard Laporte, sélectionneur de l’équipe de France de rugby, futur secrétaire d'État aux Sports
- Andrée Sarkozy, mère du président
- Cécilia Sarkozy, épouse du président
- Sylvie de Sarrau, épouse de Xavier de Sarrau
- Éric Vu-An, maître de ballet au Ballet national de Marseille
- Richard Virenque, ancien coureur cycliste

## Propos de Nicolas Sarkozy en février 2012
Le 22 février 2012, invité du journal de 20 heures de David Pujadas sur France 2, Nicolas Sarkozy déclare à propos de la Soirée du Fouquet's : « Franchement si c'était à refaire, je ne reviendrais pas dans ce restaurant »,.

## Postérité
Le 23 avril 2017, au soir de sa qualification au second tour de l'élection présidentielle, Emmanuel Macron fête ce moment avec des proches et plusieurs vedettes (Brigitte Macron, Daniel Cohn-Bendit, Line Renaud, Jacques Attali, Stéphane Bern, etc.) dans le restaurant La Rotonde, suscitant des critiques (alors que le Front national est également qualifié et que le second tour n'a pas encore eu lieu) ainsi que des parallèles avec la soirée du Fouquet's du 6 mai 2007,,.

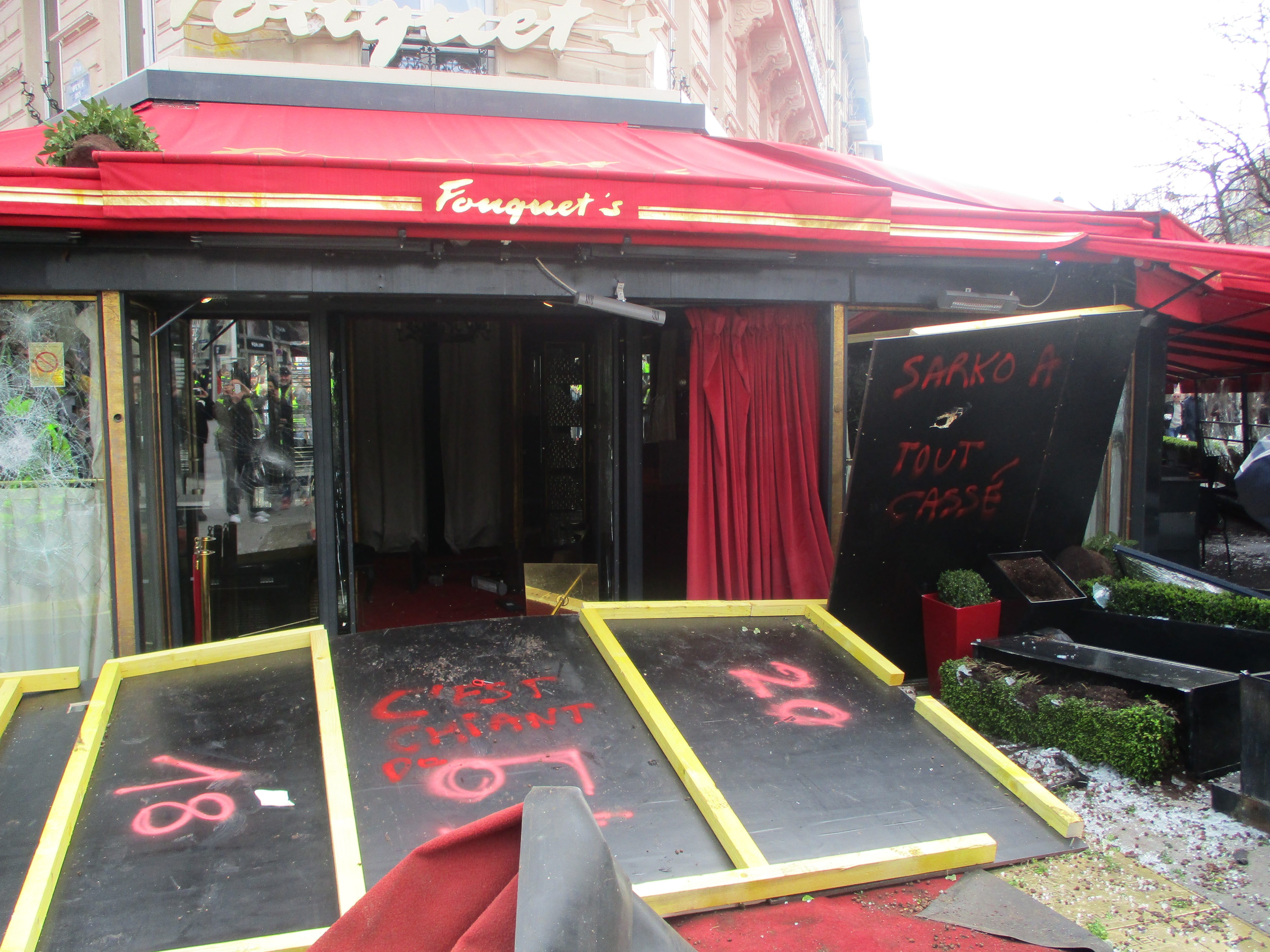
Le restaurant saccagé lors de l'acte XIX du mouvement des Gilets jaunes le 16 mars 2019. Sur la droite, un tag faisant référence à la soirée du Fouquet's du 6 mai 2007.

Symbole de richesse et de luxe, le Fouquet's fut particulièrement visé lors d'une manifestation des Gilets Jaunes le 16 mars 2019, entraînant sa fermeture pendant de long mois. Certains manifestants firent référence à cette fameuse soirée lors de sa destruction,. 
Peu après son élection à la mairie de Perpignan le 3 juillet 2020, Louis Aliot augmente son indemnité de 17 %. Membre de l'opposition, Bruno Nougayrede critique cette décision en disant au maire que « ce sera [son] Fouquet's ».